# Acacia coulteri
Acacia coulteri är en ärtväxtart som beskrevs av Asa Gray. Acacia coulteri ingår i släktet akacior, och familjen ärtväxter. Inga underarter finns listade i Catalogue of Life.